# Abies vejarii
Abies vejarii ist eine Nadelbaumart aus der Gattung der Tannen (Abies). Sie kommt in zwei isolierten Beständen im Norden Mexikos vor.

## Beschreibung
Abies vejarii wächst als immergrüner Baum, der Wuchshöhen von bis zu 40 Metern und Brusthöhendurchmesser von bis zu 1,5 Metern erreichen kann. Die Äste gehen horizontal vom Stamm ab und bilden eine breit-konische bis pyramidenförmigen Krone. Junge Bäume haben eine glatte graue Borke, die sich mit zunehmendem Alter graubraun verfärbt, aufraut und schuppig aufreißt. Die Rinde der Zweige ist zuerst purpurrot, später orangebraun gefärbt. Sie ist unbehaart, glatt und weist eine flache Furchung auf.
Die kugeligen Knospen sind sehr harzig und werden rund 2,5 Millimeter lang und 3 Millimeter dick. Sie bestehen aus kielförmigen Knospenschuppen. Die Nadeln werden 1 bis 2,5 Zentimeter lang und 1,3 bis 2 Millimeter breit. Sie sind an der Basis verdreht und stehen spiralig angeordnet an den Zweigen. An der Nadelunterseite findet man zwei breite, weißlich gefärbte Stomatabänder.
Die kugeligen männlichen Blütenzapfen sind rötlich gefärbt und werden rund 5 Millimeter groß. Ihre Spitze ist stumpf. Sie stehen in Gruppen an den Zweigen. Die aufrecht stehenden, länglich-eiförmigen Zapfen werden 6 bis 12 Zentimeter lang und 4 bis 6 Zentimeter dick. Unreife Zapfen sind dunkelpurpur und reife dunkelbraun gefärbt. Die Samen werden 8 bis 10 Millimeter lang und besitzen einen rund 15 Millimeter langen und rund 12 Millimeter breiten, violettbraunen Flügel.

## Verbreitung und Standort
Das natürliche Verbreitungsgebiet von Abies vejarii umfasst zwei voneinander isolierte Bestände in der Sierra Madre Oriental im Norden Mexikos. Diese Bestände liegen in Südost-Coahuila und Nuevo León sowie in West-Tamaulipas.
Abies vejarii ist eine Baumart des kühlen Klimas mit trockenen Sommern und feuchten Wintern. Man findet sie in Höhenlagen von 2000 bis 3300 Metern.
Es werden vor allem Mischbestände mit verschiedenen Eichen- und Kiefernarten sowie mit der Douglasie (Pseudotsuga menziesii) gebildet.

## Systematik
Abies vejarii wird innerhalb der Gattung der Tannen (Abies) der Sektion Oiamel und der Untersektion Religiosae zugeordnet. Die Erstbeschreibung erfolgte 1942 durch Maximino Martínez in „Anales del Institutó de Biología de la Universidad Nacional Autonoma de México, Série Biologia“, Band 13(2), Seite 629.

### Unterarten und Varietäten
Abies vejarii wird meist in zwei Varietäten unterteilt:
- Abies vejarii var. macrocarpa Martínez: Sie kommt in den Bundesstaaten Coahuila und Nuevo León vor.[3]
- Abies vejarii var. vejarii: Sie kommt in der Sierra Madre Oriental im nordöstlichen Mexiko vor.[3]

Früher wurde auch eine Unterart unterschieden:
- Abies vejarii subsp. mexicana (Martínez) Farjon: Sie kommt in der Sierra de Santa Caterina vor, welche die Grenze zwischen den beiden Bundesstaaten Coahuila und Nuevo León bildet. Man findet sie dort in Höhenlagen von 2000 bis 3000 Metern.[1] Ein Synonym ist Abies mexicana Martínez.[2] Sie wird von manchen Autoren aber besser als Unterart Abies religiosa subsp. mexicana (Martínez) Strandby, K.I.Chr. & M.Sørensen zu Abies religiosa gestellt.[3]

## Gefährdung und Schutz
Abies vejarii wird in der Roten Liste der IUCN als „nicht gefährdet“ geführt.